# Hirsutella saussurei
Hirsutella saussurei är en svampart som först beskrevs av Mordecai Cubitt Cooke, och fick sitt nu gällande namn av Speare 1920. Hirsutella saussurei ingår i släktet Hirsutella och familjen Ophiocordycipitaceae.   Inga underarter finns listade i Catalogue of Life.